# Zweden op de Olympische Winterspelen 1992
Tijdens de Olympische Winterspelen van 1992, die in Albertville (Frankrijk) werden gehouden, nam Zweden voor de zestiende keer deel.

## Medailleoverzicht
| Sport       | Olympiër                                                 | Discipline             | Medaille |
| ----------- | -------------------------------------------------------- | ---------------------- | -------- |
| Alpineskiën | Pernilla Wiberg                                          | reuzenslalom (v)       | Goud     |
| Biatlon     | Mikael Löfgren                                           | 20 km (m)              | Brons    |
| Biatlon     | Ulf Johansson Leif Andersson Tord Wiksten Mikael Löfgren | 4x7,5 km estafette (m) | Brons    |
| Langlaufen  | Christer Majbäck                                         | 10 km klassiek (m)     | Brons    |

## Deelnemers en resultaten

### Alpineskiën
| Olympiër           | Discipline       | Resultaat | Prestatie                       |
| ------------------ | ---------------- | --------- | ------------------------------- |
| Mats Ericson       | slalom (m)       | 14e       | 1.48,01 (+3,62) 53,92+54,09     |
| Thomas Fogdö       | slalom (m)       | 5e        | 1.45,48 (+1,09) 52,85+52,63     |
| Jonas Nilsson      | slalom (m)       | 8e        | 1.46,57 (+2,18) 53,58+52,99     |
| Fredrik Nyberg     | super g (m)      | 11e       | 1.14,61 (+1,57)                 |
| Fredrik Nyberg     | reuzenslalom (m) | 8e        | 2.09,00 (+2,02) 1.06,09+1.02,91 |
| Johan Wallner      | reuzenslalom (m) | dnf-2     | opgave run 2 1.05,64+dnf        |
| Johan Wallner      | slalom (m)       | dnf-2     | opgave run 2 55,29+dnf          |
|                    |                  |           |                                 |
| Kristina Andersson | reuzenslalom (v) | 10e       | 2.15,23 (+2,49) 1.07,53+1.07,70 |
| Kristina Andersson | slalom (v)       | 11e       | 1.34,95 (+2,27) 48,76+46,19     |
| Ylva Nowén         | reuzenslalom (v) | dnf-2     | opgave run 2 1.08,63+dnf        |
| Ylva Nowén         | slalom (v)       | 21e       | 1.37,84 (+5,16) 50,92+46,92     |
| Pernilla Wiberg    | super g (v)      | 12e       | 1.24,58 (+3,36)                 |
| Pernilla Wiberg    | reuzenslalom (v) | Goud      | 2.12,74 1.06,36+1.06,38         |
| Pernilla Wiberg    | slalom (v)       | dnf-1     | opgave run 1                    |

### Biatlon
| Olympiër                                                      | Discipline             | Resultaat | Prestatie |
| ------------------------------------------------------------- | ---------------------- | --------- | --- |
| Leif Andersson                                                | 20 km (m)              | 38e       | 1:02.09,3 (+5.34,9) pen.: 3 (1 + 1 + 0 + 1)                                                                               |
| Ulf Johansson                                                 | 10 km (m)              | 14e       | 27.19,0 (+1.16,7) pen.: 0 (0 + 0)                                                                                         |
| Ulf Johansson                                                 | 20 km (m)              | 64e       | 1:04.58,2 (+7.23,8) pen.: 2 (1 + 1 + 0 + 0)                                                                               |
| Mikael Löfgren                                                | 10 km (m)              | 20e       | 27.33,3 (+1.31,0) pen.: 0 (0 + 0)                                                                                         |
| Mikael Löfgren                                                | 20 km (m)              | Brons     | 57.59,4 (+25,0) pen.: 2 (0 + 1 + 0 + 1)                                                                                   |
| Anders Mannelqvist                                            | 10 km (m)              | 67e       | 29.52,0 (+3.49,7) pen.: 3 (2 + 1)                                                                                         |
| Anders Mannelqvist                                            | 20 km (m)              | 43e       | 1:02.38,6 (+5.04,2) pen.: 3 (0 + 0 + 1 + 2)                                                                               |
| Tord Wiksten                                                  | 10 km (m)              | 48e       | 28.40,5 (+2.38,2) pen.: 1 (1 + 0)                                                                                         |
| Team Ulf Johansson Leif Andersson Tord Wiksten Mikael Löfgren | 4x7,5 km estafette (m) | Brons     | 1:25.38,2 (+54,7) pen.: 0 21.53,3 pen.: 0 (0 + 0) 21.03,1 pen.: 0 (0 + 0) 22.05,5 pen.: 0 (0 + 0) 20.36,3 pen.: 0 (0 + 0) |
|                                                               |                        |           | |
| Inger Björkbom                                                | 7,5 km (v)             | 26e       | 27.13,1 (+2.43,9) pen.: 1 (1 + 0)                                                                                         |
| Inger Björkbom                                                | 15 km (v)              | 12e       | 53.52,8 (+2.05,6) pen.: 1 (0 + 0 + 0 + 1)                                                                                 |
| Catarina Eklund                                               | 15 km (v)              | 29e       | 57.31,2 (+5.44,0) pen.: 2 (1 + 0 + 0 + 1)                                                                                 |
| Christina Eklund                                              | 7,5 km (v)             | 57e       | 29.25,9 (+4.56,7) pen.: 4 (2 + 2)                                                                                         |
| Anna Hermansson                                               | 7,5 km (v)             | 43e       | 28.20,3 (+3.51,1) pen.: 3 (0 + 3)                                                                                         |
| Anna Hermansson                                               | 15 km (v)              | 64e       | 1:03.49,0 (+12.01,8) pen.: 9 (1 + 2 + 4 + 2)                                                                              |
| Mia Stadig                                                    | 7,5 km (v)             | 14e       | 26.15,0 (+1.45,8) pen.: 0 (0 + 0)                                                                                         |
| Mia Stadig                                                    | 15 km (v)              | 33e       | 57.54,5 (+6.07,3) pen.: 3 (1 + 0 + 0 + 2)                                                                                 |
| Team Christina Eklund Inger Björkbom Mia Stadig               | 3x7,5 km estafette (v) | 6e        | 1:20.56,6 (+5.01,0) pen.: 0 27.49,7 pen.: 0 (0 + 0) 26.30,9 pen.: 0 (0 + 0) 26.36,0 pen.: 0 (0 + 0)                       |

### Freestyleskiën
| Olympiër        | Discipline | Resultaat | Prestatie                         |
| --------------- | ---------- | --------- | --------------------------------- |
| Jörgen Pääjärvi | moguls (m) | 6e        | 24,14 p. (kwalificatie: 22,98 p.) |
| Leif Persson    | moguls (m) | 8e        | 22,99 p. (kwalificatie: 23,42 p.) |
| Björn Åberg     | moguls (m) | 16e       | 20,29 p. (kwalificatie: 23,10 p.) |
| Helena Waller   | moguls (v) | 20e       | dnq (kwalificatie: 14,56 p.)      |

### Kunstrijden
| Olympiër       | Discipline | Resultaat | Prestatie                                        |
| -------------- | ---------- | --------- | ------------------------------------------------ |
| Hélène Persson | vrouwen    | dnf       | opgave (korte kür: 24 - lange kür: niet gestart) |

### Langlaufen
| Olympiër                                                                 | Discipline                    | Resultaat | Prestatie                                           |
| ------------------------------------------------------------------------ | ----------------------------- | --------- | --------------------------------------------------- |
| Henrik Forsberg                                                          | 10 km klassiek (m)            | 12e       | 29.09,0 (+1.33,0)                                   |
| Henrik Forsberg                                                          | 50 km vrije stijl (m)         | 37e       | 2:16.22,7 (+12.41,2)                                |
| Henrik Forsberg                                                          | achtervolging 10 km+15 km (m) | 9e        | +2.14,5 (10 km:29.09 + 15 km:38.43,4)               |
| Niklas Jonsson                                                           | 10 km klassiek (m)            | 5e        | 28.03,1 (+27,1)                                     |
| Niklas Jonsson                                                           | 30 km klassiek (m)            | 7e        | 1:25.17,6 (+2.49,8)                                 |
| Niklas Jonsson                                                           | achtervolging 10 km+15 km (m) | 13e       | +3.00,2 (10 km:28.03 + 15 km:40.35,1)               |
| Christer Majbäck                                                         | 10 km klassiek (m)            | Brons     | 27.56,4 (+20,4)                                     |
| Christer Majbäck                                                         | 30 km klassiek (m)            | 6e        | 1:24.12,1 (+1.44,3)                                 |
| Christer Majbäck                                                         | 50 km vrije stijl (m)         | 16e       | 2:11.13,3 (+7.31,8)                                 |
| Christer Majbäck                                                         | achtervolging 10 km+15 km (m) | 6e        | +1.39,1 (10 km:27.56 + 15 km:39.21,0)               |
| Torgny Mogren                                                            | 10 km klassiek (m)            | 9e        | 28.37,8 (+1.01,8)                                   |
| Torgny Mogren                                                            | 50 km vrije stijl (m)         | 12e       | 2:10.29,9 (+6.48,4)                                 |
| Torgny Mogren                                                            | achtervolging 10 km+15 km (m) | 5e        | +59,5 (10 km:28.37 + 15 km:38.00,4)                 |
| Jan Ottosson                                                             | 30 km klassiek (m)            | 11e       | 1:25.33,9 (+3.06,1)                                 |
| Jan Ottosson                                                             | 50 km vrije stijl (m)         | 44e       | 2:18.59,9 (+15.18,4)                                |
| Jyrki Ponsiluoma                                                         | 30 km klassiek (m)            | 8e        | 1:25.24,4 (+2.56,6)                                 |
| Team Jan Ottosson Christer Majbäck Henrik Forsberg Torgny Mogren         | 4x10 km estafette (m)         | 4e        | 1:41.23,1 (+1.57,1) 25.24,9 26.06,1 25.23,6 24.28,5 |
|                                                                          |                               |           |                                                     |
| Magdalena Wallin                                                         | 15 km klassiek (v)            | 26e       | 46.40,2 (+4.19,4)                                   |
| Magdalena Wallin                                                         | 30 km vrije stijl (v)         | 34e       | 1:33.46,6 (+11.16,5)                                |
| Lis Frost                                                                | 15 km klassiek (v)            | 31e       | 47.18,3 (+4.57,5)                                   |
| Lis Frost                                                                | 30 km vrije stijl (v)         | 47e       | 1:37.05,0 (+14.34,9)                                |
| Carina Görlin                                                            | 5 km klassiek (v)             | 14e       | 15.00,8 (+47,0)                                     |
| Carina Görlin                                                            | 15 km klassiek (v)            | 23e       | 46.09,4 (+3.48,6)                                   |
| Carina Görlin                                                            | achtervolging 5 km+10 km (v)  | 23e       | +3.03,9 (5 km:15.01 + 10 km:28.10,6)                |
| Ann-Marie Karlsson                                                       | 5 km klassiek (v)             | 33e       | 15.43,8 (+1.30,0)                                   |
| Ann-Marie Karlsson                                                       | 30 km vrije stijl (v)         | 38e       | 1:34.45,6 (+12.15,5)                                |
| Ann-Marie Karlsson                                                       | achtervolging 5 km+10 km (v)  | 35e       | +4.20,4 (5 km:15.44 + 10 km:28.44,1)                |
| Karin Säterkvist                                                         | 5 km klassiek (v)             | 34e       | 15.44,6 (+1.30,8)                                   |
| Karin Säterkvist                                                         | achtervolging 5 km+10 km (v)  | 30e       | +3.33,9 (5 km:15.44 + 10 km:27.57,6)                |
| Marie-Helene Westin                                                      | 5 km klassiek (v)             | 9e        | 14.42,6 (+28,8)                                     |
| Marie-Helene Westin                                                      | 15 km klassiek (v)            | 10e       | 45.00,5 (+2.39,7)                                   |
| Marie-Helene Westin                                                      | 30 km vrije stijl (v)         | 7e        | 1:27.16,2 (+4.46,1)                                 |
| Marie-Helene Westin                                                      | achtervolging 5 km+10 km (v)  | 6e        | +1.20,5 (5 km:14.42 + 10 km:26.46,2)                |
| Team Carina Görlin Magdalena Wallin Karin Säterkvist Marie-Helene Westin | 4x5 km estafette (v)          | 7e        | 1:01.54,5 (+2.19,7) 15.44,2 15.23,2 16.00,3 14.46,8 |

### Rodelen
| Olympiër                         | Discipline | Resultaat | Prestatie                                             |
| -------------------------------- | ---------- | --------- | ----------------------------------------------------- |
| Mikael Holm                      | mannen     | 14e       | 3.05,292 (+2,929) (46,202 / 45,794 / 46,914 / 46,382) |
| Hans Kohala Carl-Johan Lindqvist | dubbel     | 6e        | 1.33,134 (+1,081) (46,661 / 46,473)                   |

### Schaatsen
| Olympiër        | Discipline   | Resultaat | Prestatie         |
| --------------- | ------------ | --------- | ----------------- |
| Per Bengtsson   | 5000 m (m)   | 21e       | 7.23,03 (+23,06)  |
| Per Bengtsson   | 10.000 m (m) | 7e        | 14.35,58 (+23,46) |
| Björn Forslund  | 500 m (m)    | 20e       | 38,24 (+1,10)     |
| Björn Forslund  | 1000 m (m)   | 31e       | 1.17,71 (+2,86)   |
| Tomas Gustafson | 5000 m (m)   | 13e       | 7.15,56 (+15,59)  |
| Joakim Karlberg | 500 m (m)    | 38e       | 40,71 (+3,57)     |
| Joakim Karlberg | 1500 m (m)   | 26e       | 2.00,01 (+5,20)   |
| Bo König        | 500 m (m)    | 34e       | 39,06 (+1,92)     |
| Bo König        | 1000 m (m)   | dnf       | opgave            |
| Bo König        | 1500 m (m)   | 21e       | 1.58,94 (+4,13)   |
| Hans Markström  | 500 m (m)    | 33e       | 38,89 (+1,75)     |
| Jonas Schön     | 1500 m (m)   | 34e       | 2.01,53 (+6,72)   |
| Jonas Schön     | 5000 m (m)   | 9e        | 7.12,15 (+12,18)  |
| Jonas Schön     | 10.000 m (m) | 16e       | 14.46,20 (+34,08) |
|                 |              |           |                   |
| Jasmin Krohn    | 1500 m (v)   | 13e       | 2.09,62 (+3,75)   |
| Jasmin Krohn    | 3000 m (v)   | 11e       | 4.31,98 (+12,08)  |
| Jasmin Krohn    | 5000 m (v)   | 11e       | 7.50,64 (+19,07)  |

### Schansspringen
| Olympiër                                                          | Discipline                     | Resultaat | Prestatie |
| ----------------------------------------------------------------- | ------------------------------ | --------- | --- |
| Jan Boklöv                                                        | normale schans individueel (m) | 47e       | 175,5 punten 84,0 p. (77,5 m) + 91,5 p. (80,0 m) |
| Mikael Martinsson                                                 | normale schans individueel (m) | 17e       | 199,9 punten 99,2 p. (82,0 m) + 100,7 p. (82,0 m) |
| Mikael Martinsson                                                 | grote schans individueel (m)   | 16e       | 168,5 punten 89,1 p. (104,0 m) + 79,4 p. (98,5 m) |
| Per-Inge Tällberg                                                 | grote schans individueel (m)   | 50e       | 106,1 punten 65,1 p. (91,5 m) + 41,0 p. (80,0 m) |
| Staffan Tällberg                                                  | normale schans individueel (m) | 35e       | 186,0 punten 91,5 p. (80,0 m) + 94,5 p. (80,0 m) |
| Staffan Tällberg                                                  | grote schans individueel (m)   | 27e       | 154,0 punten 84,6 p. (101,5 m) + 69,4 p. (93,5 m) |
| Magnus Westman                                                    | normale schans individueel (m) | 28e       | 188,8 punten 97,9 p. (81,5 m) + 90,9 p. (79,0 m) |
| Magnus Westman                                                    | grote schans individueel (m)   | 44e       | 127,9 punten 70,9 p. (96,0 m) + 57,0 p. (87,5 m) |
| Team Magnus Westman Jan Boklöv Staffan Tällberg Mikael Martinsson | grote schans team (m)          | 9e        | 515,1 punten 91,8 p. (107,0 m) + 84,9 p. (103,5 m) 90,3 p. (107,0 m) + 64,9 p. (93,5 m) 76,0 p. (97,5 m) + 62,2 p. (90,5 m) 94,9 p. (108,5 m) + 88,3 p. (104,5 m) |

### IJshockey
| Olympiër | Discipline | Resultaat | Prestatie |
| --- | ---------- | --------- | --- |
| Peter Andersson I Peter Andersson II Charles Berglund Patrik Carnbäck Lars Edström Patrik Erickson Bengt-Åke Gustavsson Mikael Johansson Kenneth Kennholt Patric Kjellberg Petri Liimatainen Håkan Loob Mats Näslund Roger Nordström Peter Ottosson Thomas Rundqvist Daniel Rydmark Börje Salming Tommy Sjödin Tommy Söderström Fredrik Stillman Jan Viktorsson | mannen     | 5e        | Voorronde groep A: 7- 2 Zweden - Polen 7- 3 Zweden - Italië 3- 1 Zweden - Duitsland 2- 2 Zweden - Finland 3- 3 Zweden - Verenigde Staten Kwartfinale: 1- 3 Zweden - Tsjecho-Slowakije Wedstrijd om 5e t/m 8e plaats: 3- 2 Zweden - Finland Wedstrijd om de 5e plaats: 4- 3 Zweden - Duitsland |

Algerije · Amerikaanse Maagdeneilanden · Andorra · Argentinië · Australië · België · Bermuda · Bolivia · Brazilië · Bulgarije · Canada · Chili · China · Chinees Taipei · Costa Rica · Cyprus · Denemarken · Duitsland · Estland · Filipijnen · Finland · Frankrijk · Gezamenlijk team · Griekenland · Groot-Brittannië · Honduras · Hongarije · Ierland · IJsland · India · Italië · Jamaica · Japan · Joegoslavië · Kroatië · Letland · Libanon · Liechtenstein · Litouwen · Luxemburg · Marokko · Mexico · Monaco · Mongolië · Nederland · Nederlandse Antillen · Nieuw-Zeeland · Noord-Korea · Noorwegen · Oostenrijk · Polen · Puerto Rico · Roemenië · San Marino · Senegal · Slovenië · Spanje · Swaziland · Tsjecho-Slowakije · Turkije · Verenigde Staten · Zuid-Korea · Zweden · Zwitserland